# Sebečice
Sebečice jsou obec v okrese Rokycany v Plzeňském kraji. Žije v ní 78 obyvatel.

## Název
V letech 1869–1910 nesla název Sebešice, od roku 1921 se nazývá Sebečice.

## Historie
První písemná zmínka o obci pochází z roku 1359.
6. listopadu 1887 zde František Kreisinger, 66letý výměnkář z domu č. 26, po opakovaných výhrůžkách zavraždil 42letou sousedku Marii Vaňkovou. Důvodem byla jeho patologická nenávist k ní a jejím dvěma dětem (sám byl svobodný a děti neměl), bezprostřední příčinou pak, že neměl na zaplacení náhrady za předchozí prohrané soudní spory. V lednu 1888 byl odsouzen k trestu smrti, ale dostal milost a zemřel v září téhož roku ve Svatováclavské trestnici.

## Obyvatelstvo
| Rok            | 1869 | 1880 | 1890 | 1900 | 1910 | 1921 | 1930 | 1950 | 1961 | 1970 | 1980 | 1991 | 2001 | 2011 | 2021 |
| -------------- | ---- | ---- | ---- | ---- | ---- | ---- | ---- | ---- | ---- | ---- | ---- | ---- | ---- | ---- | ---- |
| Počet obyvatel | 546  | 565  | 438  | 387  | 347  | 315  | 265  | 206  | 178  | 129  | 106  | 90   | 77   | 69   | 74   |
| Počet domů     | 71   | 77   | 77   | 71   | 71   | 71   | 67   | 69   | 55   | 51   | 45   | 63   | 67   | 70   | 71   |

## Obecní správa
Mezi lety 1869–1980 Sebečice byly obcí v okrese Hořovice (1869–1890) a později v okrese Rokycany. Od 1. dubna 1980 do 23. listopadu 1990 patřily jako část města k Radnicím a od 24. listopadu 1990 jsou opět samostatnou obcí.

### Části obce
- Sebečice
- Biskoupky

### Obecní symboly
Znak a vlajka byly obci uděleny rozhodnutím předsedy Poslanecké sněmovny Parlamentu České republiky dne 4. dubna 2019.